# Пиво во Франции

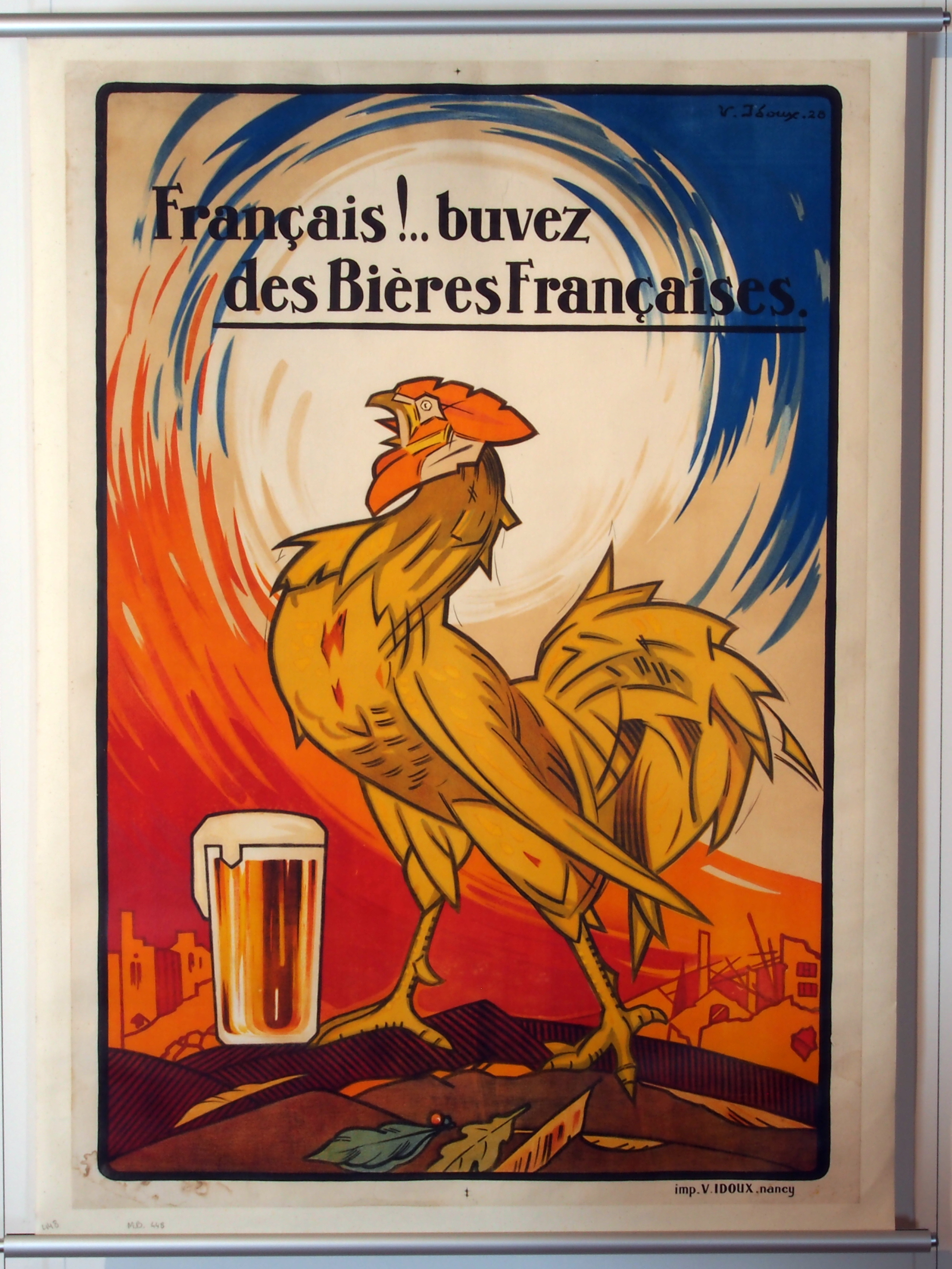

Пиво во Франции является вторым наиболее распространенным алкогольным напитком после вина. Французское массовое пиво производится крупными пивоваренными компаниями, которые контролируют около 90% рынка пива в стране. Оставшаяся доля рынка проводится небольших пивоваренными заводами и микропивоварнями.

## История

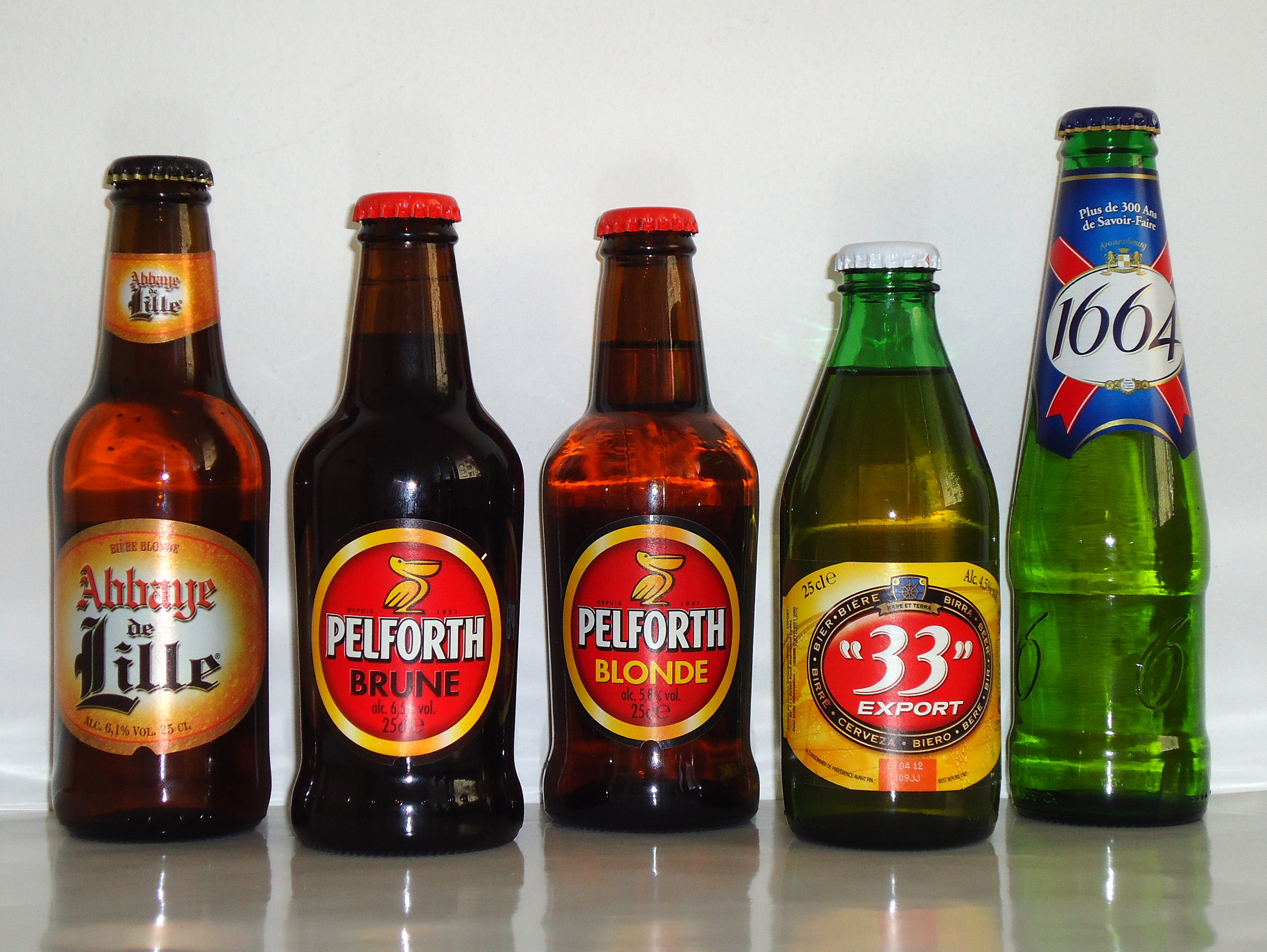

Во Франции пиво варилось еще в Средние века, наиболее сильными традициями пивоварения обладает север Франции. До индустриализации пиво варилось в небольших монастырских и сельских пивоварнях и предназначалось для удовлетворения потребностей местных жителей и монахов.
В начале XX века во Франции насчитывалось более тысячи пивоваренных заводов. За счет сокращения сельского населения большинство из них исчезло, а вместе с ними традиции и разнообразие местных сортов пива, которые начинают сменяться промышленным производством крупных пивоваренных заводов, расположенных в городах.
Две мировые войны, которые затронули французскую территорию, также негативно повлияли на пивоварение — большинство пивоварен были уничтожены, а их оборудование — украдено или переплавлено для боеприпасов. После Второй мировой войны промышленность быстро восстановилась.
В последние десятилетия, независимо от предпочтений французов к вину, интерес к хорошему пиву был возрождён и укреплён, и сейчас открывается много новых пивоваренных заводов и пивоварен, которые внедряют новые и возрождают старые местные сорта пива.

## Пиво регионов

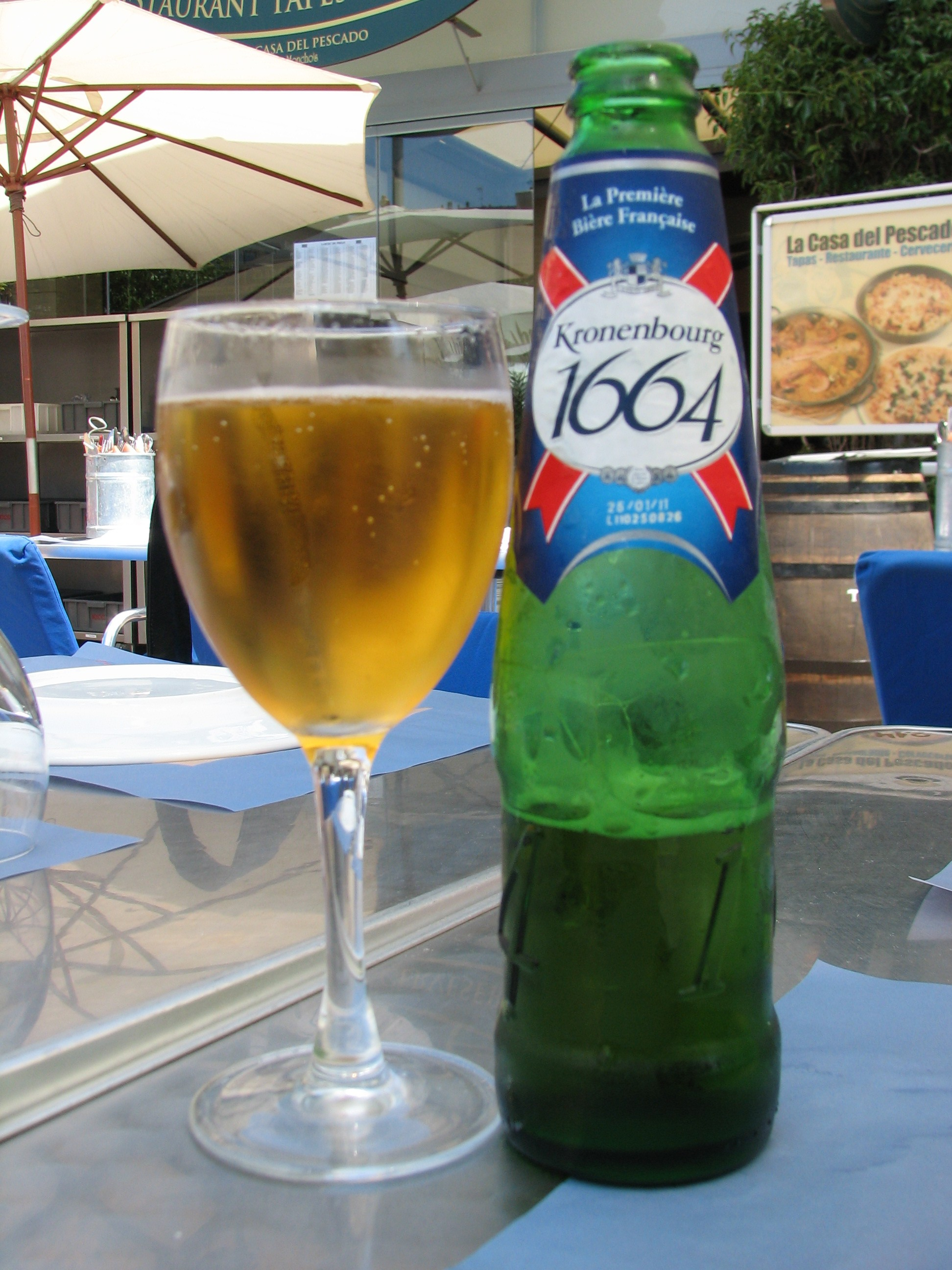
Kronenbourg 1664

### Эльзас и Страсбург
Область Эльзаса, или Эльзас-Лотарингия, имела бурную историю, неоднократно переходя под контроль то Германии, то Франции. В настоящее время французская часть является основным пивным регионом Франции, во многом благодаря концентрации пивоваренных заводов в Страсбурге и пригороде. Известные марки: Fischer, Karlsbräu, Kronenbourg Heineken International. В регионе есть множество мелких пивоварен. Хмель выращивают на севере Эльзаса.

### Нор-Па-де-Кале и Лилль
Регион Нор-Па-де-Кале также известен под именем Французская Фландрия и имеет давние культурные связи с Бельгией, однако не следует думать, что местная французская традиция пивоварения — только имитация известных бельгийцев. В регионе работает знаменитый пивоваренный завод Pelforth, который производит марки Pelforth Blonde (5,8% об.) Pelforth Brune (6,5% об.) и Pelforth Amber (6% об.), а также ряд небольших пивоваренных заводов, в основном специализирующихся на производстве Бьер-де-Гард: La Choulotte, Les Brasseurs de Gayant, Brasserie de Saint-Sylvestre, Brasserie Terken и другие.

### Бретань
Регион Бретань также имеет многовековые традиции пивоварения, которые восходят к XVII веку. Этот регион известных пивоварнями Coreff de Morlaix, Brasserie Lancelot и др.

## Стили французского пива
По технологии, большинства сортов пива производится методом низового брожения, наиболее распространены в настоящее время многочисленные светлые лагеры, самые известные среди них — Kronenbourg 1664, Fischer Tradition, Karlsberg, Beckers, Ottweiler.
Кроме этого, Франция гордится пивом в стиле эль, произведенным методом верхового брожения, в том числе пивом в традиционном французском стиле Бьер-де-Гард.

### Бьер-де-Гард

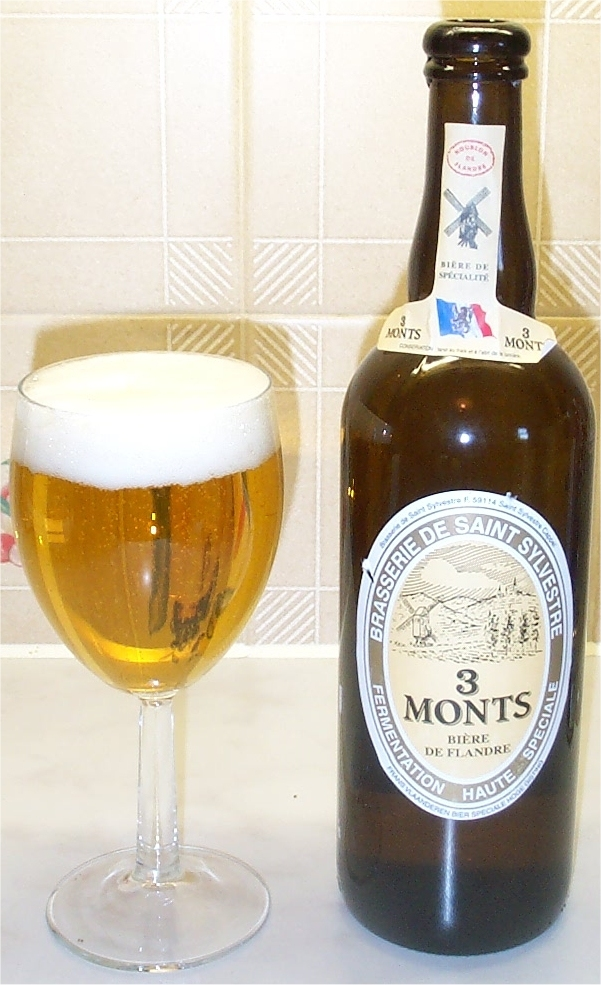
Saint Sylvestre Trois Monts

Бьер-де-Гард (фр. Bière de Garde) буквально означает «пиво для хранения», также известно как «пиво из погреба».
Это традиционный фермерский эль Северной Франции, который в прошлом варился ранней весной и хранился в прохладных подвалах до летних месяцев. На сегодняшний день производится круглый год. В отличие от бельгийского сезонного пива, Бьер-де-Гард имеет более интенсивный, сладкий и солодовый вкус; в нём отсутствует пряный и терпкий вкус и кислинка, присущие бельгийскому Saison. Этот стиль включает в себя три основных варианта: коричневое (brune), светлое (blonde) и янтарное (ambree). Тёмные версии имеют больше солодового вкуса, а светлые могут иметь больше не только хмелевого, но и солодового.
Рождественский стиль — Biere de Mars — варится в марте (Mars), обычно быстрого домашнего употребления без долгосрочного хранения. Учитывая три варианта,  цвета пива также варьируются от светло-золотистого до красно-бронзового и каштанового. Нефильтрованное пиво варьируется от прозрачного до непрозрачного, характеризуется высокой карбонизацией и пеной от белого до кремово-коричневого цвета. Типичными являются солодовый и небольшой, почти незаметный аромат хмеля и от умеренного до сильного солодовый вкус с карамельной сладостью. Чем темнее цвет пива, тем ярче солодовый вкус. Содержание алкоголя: 6,0–8,0%.
Типичные торговые марки:  Jenlain (коричневое), St.Amand (коричневое), Ch'Ti Brun (коричневое), Ch'Ti Blond (светлое), La Choulette (все 3 варианта), La Choulette Biere des Sans Culottes (светлое), Saint Sylvestre 3 Monts (светлое), Biere Nouvelle (коричневое), Castelain (светлое), Jade (янтарное), Brasseurs Biere de Garde (янтарное).

### Сезонное пиво
Сезонные сорта пива во Франции — это мартовское (весеннее) и рождественское пива.

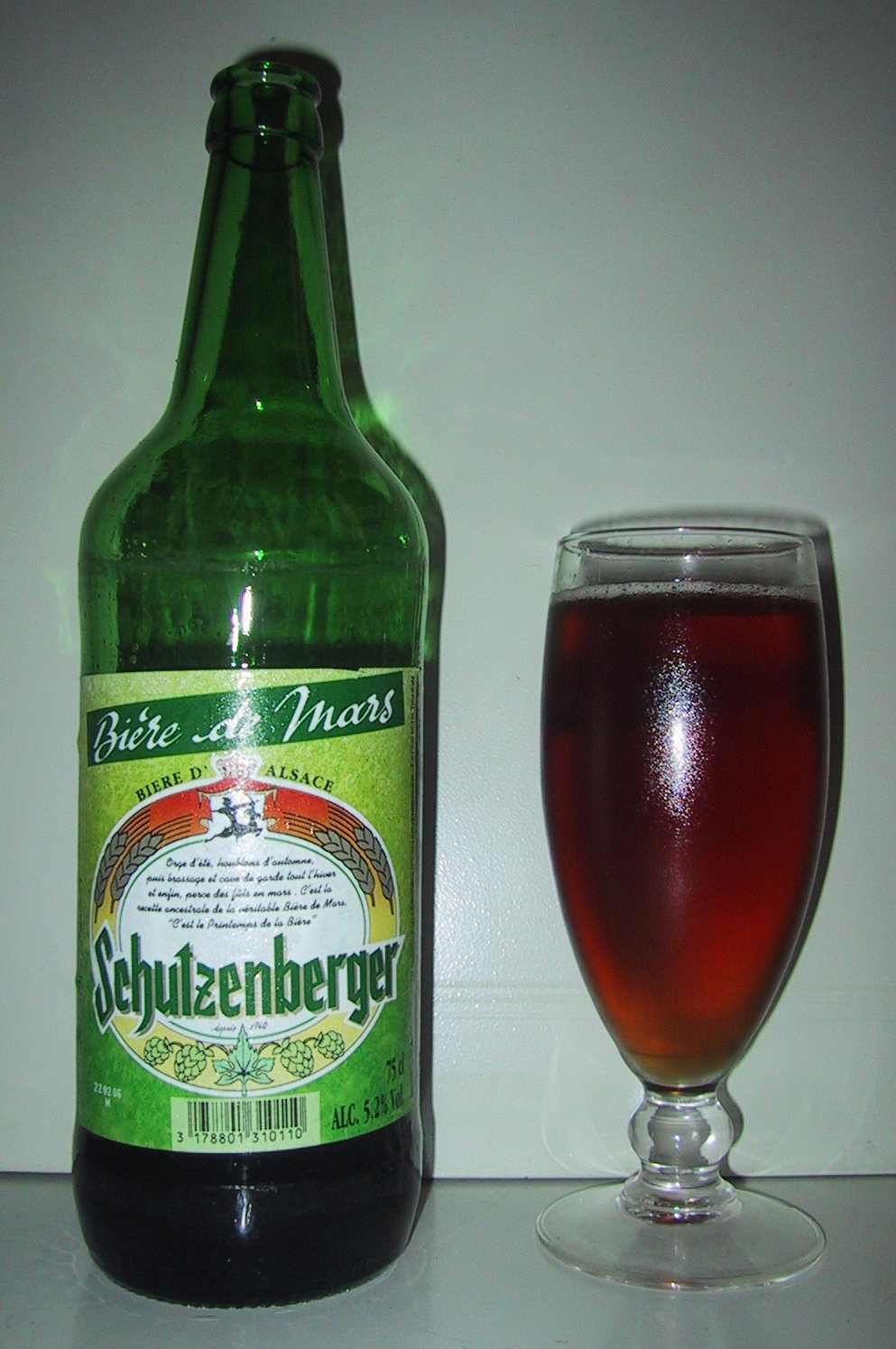
Schutzenberger bière de mars

#### Мартовское (весеннее) пиво
Мартовское французское пиво (Bière de Mars), также известное под названием весеннее пиво (Bière де Printemps), является традиционным сезонным элем из Нор-Па-де-Кале, Эльзаса, Лотарингии (регион) и Шампань-Арденны, Северная Франция. Традиционно мартовское пиво появляется на рынке 1-го марта. Оно выпускается в ограниченной серии из различных сортов ячменя, посеянного весной прошлого года и собранного летом и сваренного с наступлением зимы в декабре-январе. Мартовское пиво — это эль верхового брожения с низким содержанием алкоголя (4,5–5,5% об.). В отличие от немецкого мартовского пива Märzen, французское мартовское пиво слабее горчит и содержит меньше алкоголя, но может быть темнее (в связи с добавлением карамели или других красителей), и слегка пряное. Еще одно важное отличие состоит в том, что немецкий Märzen является лагером, в то время как французское пиво ферментируется в стиле эля. Некоторые пивоварни предпочитают название "весеннее пиво", чтобы не ограничивать продажи одним месяцем в году. Типичные марки: Météor de Mars, Jenlain de printemps, Ch'ti de printemps, l'Angelus de printemps, Pelforth de printemps.

#### Рождественское пиво
Во Франции рождественское пиво (Bière de Noël) имеет давнюю традицию. Французские рождественские сорта пива богатые, плотные и крепкие, их варят в октябре для употребления в декабре и холодные зимние месяцы. Известные марки французского рождественского пива: Jenlain Biere de Noël, La Choulette Noël, Petrus Winter Beer, L'Angélus de Noël, Thiriez Bière de Noël, La Saint Pierre Bière de Noël Tradition, Mutine - Bière de Noël, Oxit Noël, Page 24 Bière de Noël, Rouget Bière de Noël, Uberach Bière de Noël.

### Траппистское пиво

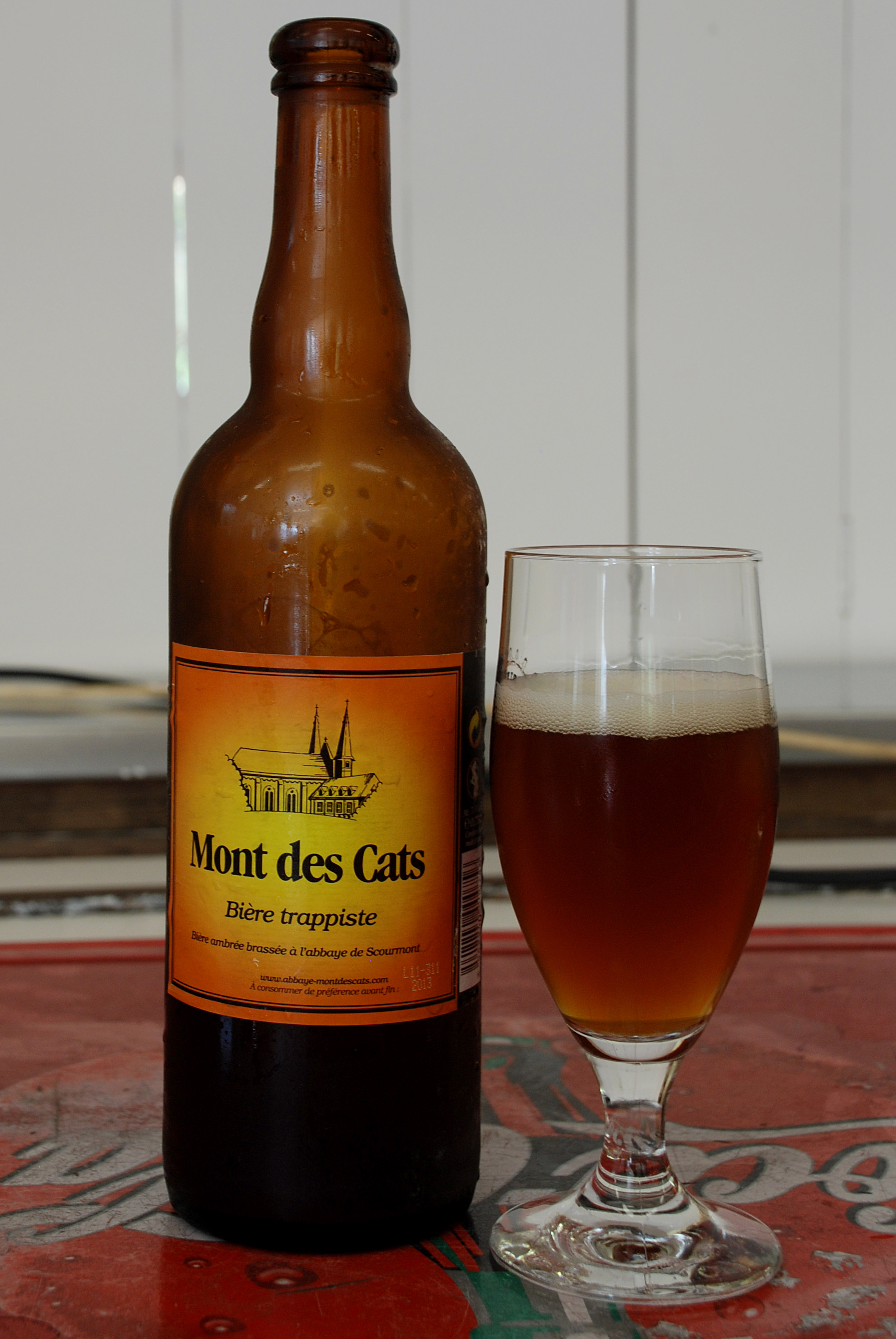
Французское траппистское пиво Mont des cats

Траппистское пиво (Bière trappiste, Trappistenbier) — пиво, сваренное монахами-траппистами или под их контролем. Во всем мире насчитывается 174 траппистских аббатства, и только восемь из них (шесть в Бельгии, одно в Нидерландах и одно в Австрии) производят траппистское пиво и имеют право ставить на этикетках логотип "Аутентичные траппистский продукт", означающий соответствие стандарту "Международной траппистской ассоциации". Траппистский пиво является одним из видов эля, подпадая под определение стилей бельгийский специальный эль и бельгийский крепкий эль. Термин "траппистское пиво" носит общий характер и описывает источник этих сортов пива как продукт траппистских пивоваренных заводов, а не особый стиль пива. На самом деле, различные сорта пива траппистских монастырей сильно различаются и не являются однородной группой.
фр. Mont des Cats — траппистское пиво, которое варится и разливается в пивоварне аббатства Notre-Dame de Scourmont в Шиме (Бельгия) от имени аббатства Sainte Marie du Mont des Cats (Франция). Пивоваренный завод французского аббатства Mont des Cats был основан в 1848 году. Производство пива в аббатстве остановилось в 1905 году после выхода указа о высылке иностранных монахов из Франции. Большая часть монахов были иностранцами и эмигрировали в Бельгию. В апреле 1918 года во время Первой мировой войны последовал новый удар — аббатство и пивоваренный завод были полностью разрушены в бомбежке немецкими войсками. Позже монастырь был восстановлен, а разрушенная пивоварня — нет. Через 163 года после первой варки пива аббатство возвращается к пивоваренной традиции. 16 июня 2011 года французское аббатство начало продавать свою собственную марку пива Mont des Cats. Это восьмое во всём мире траппистское пиво, и во Франции надеются, что в ближайшее время оно будет носить логотип "Аутентичный трапистский продукт" (Authentic Trappist Product). Аббатство, однако, не владеет собственной пивоварней и в настоящее время не планирует строительство таковой из-за высокой стоимости и отсутствия мастера-пивовара среди монахов, хотя и не исключает, что в будущем монастырская пивоварня, разрушенная в 1918 году, может быть восстановлена. В настоящее время траппистское пиво Mont des Cats производится в аббатстве Notre-Dame de Scourmont в Бельгии, которое также является производителем сорта пива Chimay. Оба траппистских аббатства имеют давние отношения в рамках Ордена цистерцианцев строгого соблюдения. Это уникальное сотрудничество в традиции Устава Милосердия, основополагающего документа трапистского ордена.

### Аббатское пиво

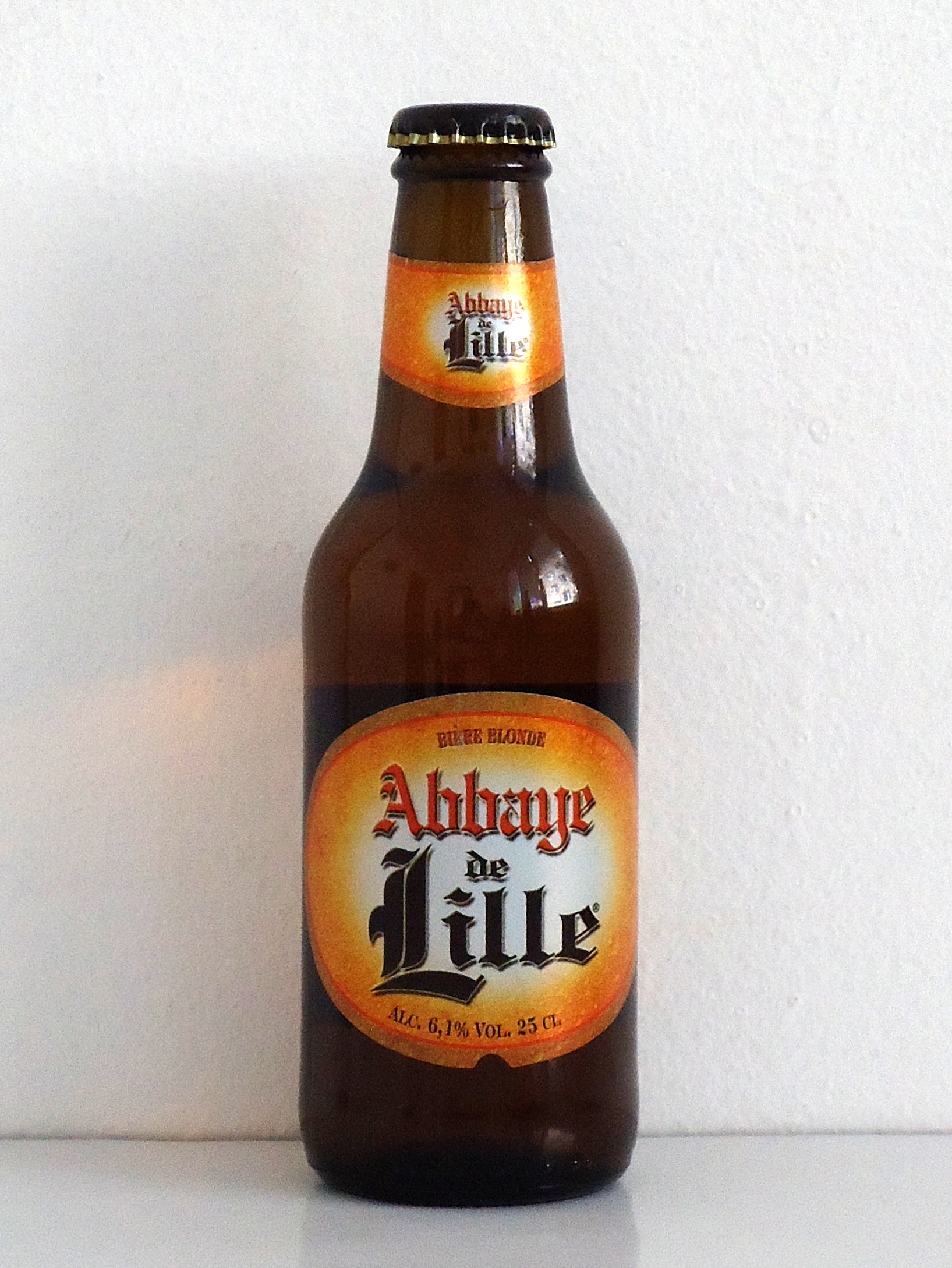
Abbaye de Lille

Аббатское пиво (Abdijbier, Bière d'abbaye) — общее название для бельгийского крепкого эля, сваренного в траппистском стиле, но произведенного не трапистами или коммерческими (светскими) пивоварнями. Термин "аббатское пиво" было введен, чтобы предотвратить использование обозначения "траппистское пиво" не-траппистским пивоварням и отделить в отдельную категорию все остальные сорта пива в трапистском стиле. Все аббатские сорта бельгийского эля производятся методом верхового брожения.
Франция производит много аббатских сортов пива, которые носят названия, прямо или косвенно связанные с церковью или монашеством, названные в честь католических аббатств, церквей, святых или христианских символов.
Примеры французских марок аббатского пива: Saint Amand, Abbaye d’Alveringem, Abbaye de Crespin Secret Des Moines Triple, Abbaye de Lille, Abbaye des Prémontrés, Abbaye de St.San, Abbaye de Valmagne, Saint Bavon, Saint Glinglin - Saint Landelin.

### Виски-бир

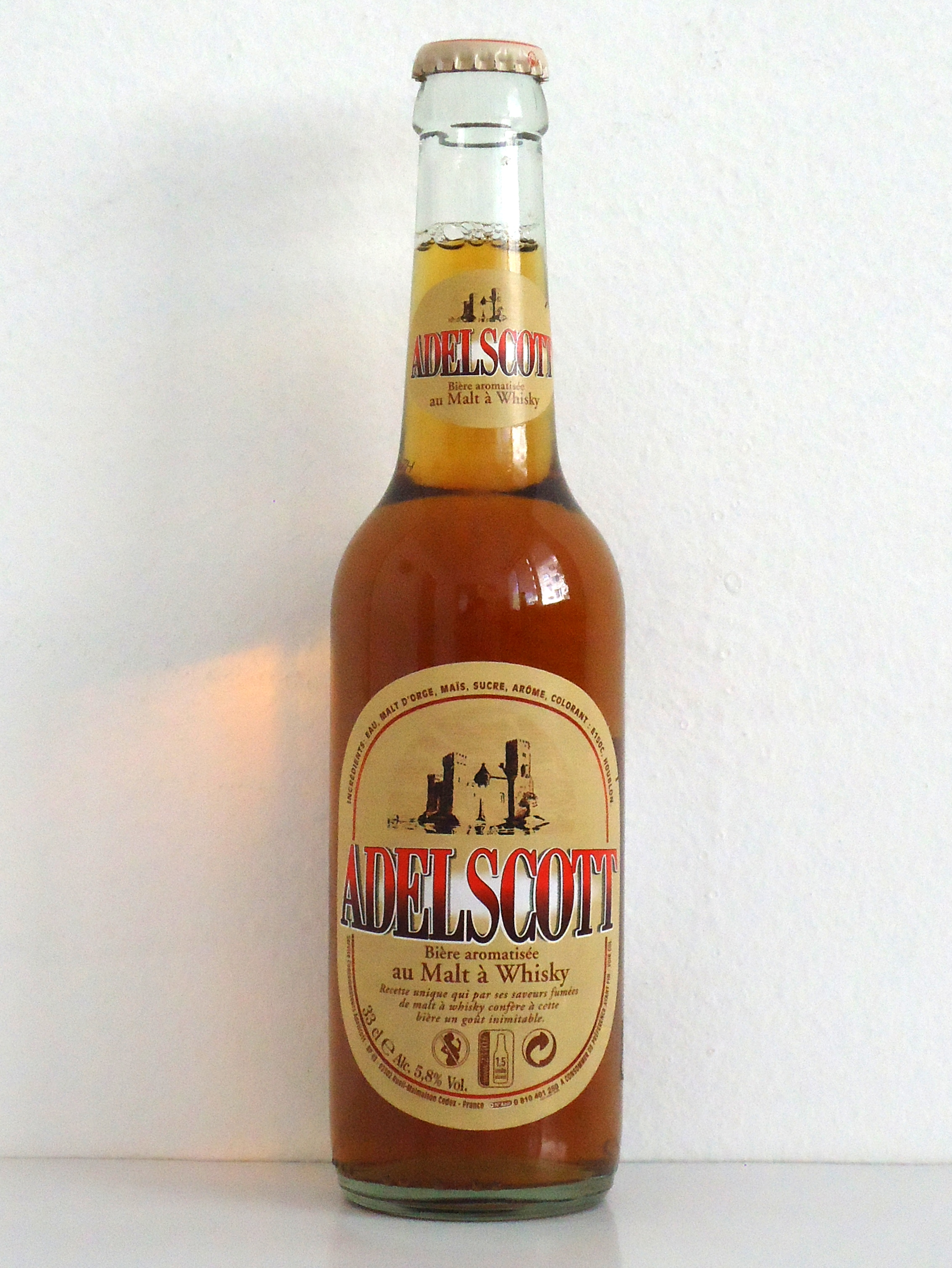
Adelscott Bière аu Malt a Whisky

Виски-бир (Whisky bière) — популярный французский стиль пива, который производится с копченым торфом солодового виски. Прототипом этого пива является Adelscott Bière аu Malt a Whisky" с содержанием алкоголя 6,5% эльзасской пивоварни Adelschoffen, которая появилась на рынке в 1980 году. Впоследствии пивоварня Kronenbourg запускает Wel Scotch, с содержанием алкоголя 6,2% об. Новый стиль пива также производится другими пивоваренными заводами из Эльзаса и района Лилль.

## Пивные фестивали
Ежегодные фестивали пива проводятся в городах Фелтен — в июле и Шильтигайм — в августе.